# 社庄庙
社庄庙是位於中华人民共和国上海市浦東新區金桥镇的一座道觀。它建于17世纪（明朝末年）。當地人為了纪念一位名叫金三的人而建造了這座道觀。

## 金三傳說
明朝永乐年间，松江府有位名叫金三的负责押送粮食的把总。有一年江南發生水灾和饑荒。八月间，金三奉命押运官粮到应天府去，当数十条粮船行到张家浜河边村庄处小憩时，金三掏了一小袋米送给母女，附近许多灾民见之蜂拥而至，結果把几十条粮船都堵住了。結果金三把把数十条船上的粮食全部分給災民。由於应天府發現糧食沒有運來，於是派人追查，金三只好前往张家浜跳河自尽。百姓得知後紛紛紀念金三，於是建立了一座小庙纪念金三。

## 歷史
康熙帝十六年（1677年），清朝當局为防洪灾，下令开凿、拓宽张家浜。当时乡绅扩建翻造社庄庙，四周开挖庙河，並在社庄庙东南建一座名為青龍橋的小石桥，并于每年农历七月十五举行纪念活动。
中華民國成立後，社庄庙隶属於上海县陆行乡。中華民国二十四年(1935年)四月四日，社庄庙舉行了一次庙会，浦东、浦西的许多企业、商店停工停产，专程为职工家属前往社庄庙进香。当时杜月笙也赠上庙匾。后大日本帝国進攻上海，社庄庙开始萧条冷落。 
中華人民共和國成立後不久，由于受战火的影响，社庄庙破旧、衰败，香客稀少，庙里只有2到3人管理。后部分庙产改作社庄小学，后用作生产队仓库。文化大革命开始後，部分造反派对庙宇的雕梁画栋实施毁坏，砸毁庙堂内的各类神像。
1978年12月，十一届三中全会后，當局將庙产归还給社庄庙。同時社庄庙作为钦赐仰殿的分庙。後來社庄庙信徒越来越多。2003年9月，社庄庙開始重新整修。